# Pasira
Pasira is een geslacht van wantsen uit de familie van de Reduviidae (Roofwantsen). Het geslacht werd voor het eerst wetenschappelijk beschreven door Carl Stål in 1859.

## Soorten
Het genus bevat de volgende soorten:

- Pasira africana Miller, 1953
- Pasira basiptera Stål, 1859
- Pasira bomansi Villiers, 1967
- Pasira bredoi Villiers, 1967
- Pasira jeanneli Villiers, 1948
- Pasira lesnei Villiers, 1948
- Pasira lewisi (Miller, 1951)
- Pasira marinadolina P.V. Putshkov & Moulet, 2004
- Pasira mediterranea Dispons, 1959
- Pasira perpusilla (Walker, 1873)
- Pasira shilluk Linnavuori, 1974